# Generativní
Generativní je pojem, který u rostlin udává, že označená část či funkce slouží k pohlavnímu rozmnožování. 
U buněk přídomek generativní znamená, že buňka má haploidní (poloviční) genetickou informaci, která je tak připravena pro rekombinaci s haploidní genetickou informací odpovídající buňky pohlavního partnera. Jinými slovy jde o pohlavní buňku určenou k pohlavnímu rozmnožování.